# Somerville (Tennessee)
Pour les articles homonymes, voir Somerville.
La ville américaine de Somerville est le siège du comté de Fayette, dans l’État du Tennessee. Lors du recensement de 2010, sa population s’élevait à 3 094 habitants.

## Source
- (en) Cet article est partiellement ou en totalité issu de l’article de Wikipédia en anglais intitulé « Somerville, Tennessee » (voir la liste des auteurs).